# BYentl
BYentl (Paramaribo, 5 november 1968) is de artiestennaam van Marjorie Lammerts, een Nederlands zangeres van Surinaamse afkomst.

## Biografie
Lammerts werd geboren in het Surinaamse Paramaribo, maar kwam als baby al vroeg met haar ouders en oudere zus naar Nederland. Haar familie stak haar aan met het muziekvirus, waarna ze op 12-jarige leeftijd haar eerste stappen in de muziekwereld zette. Tijdens diverse talentenjachten behaalde Lammerts met gemak de finaleplaats.
Haar echte carrière begon op 15-jarige leeftijd. Lammerts zong in de Belgische meidengroep Loving Angels, die een wereldtournee maakte. Daarnaast deed ze podiumervaring op door in de achtergrondkoren van onder meer Golden Earring, Lee Towers, Johnny Logan en René Froger te zingen. Na vier jaar werd Lammerts leadzangeres van de groep Trendy House en werd haar gevraagd de achtergrondzang voor de theatertournee van haar nicht Ruth Jacott te verzorgen.
Met haar vriendin Berget Lewis zong Lammerts in de dertig man sterke succesgroep Gospel Train, waarna ze werd benaderd door Trijntje Oosterhuis om in te vallen bij Total Touch. Vervolgens toerde Lammerts met onder meer Candy Dulfer, André Hazes en De Dijk.
Eind 2003 werd Lammerts gevraagd om het nieuwe gezicht te worden van het in de jaren tachtig populaire discotrio Mai Tai. In 2004 probeerden ze zich te plaatsen voor het Eurovisiesongfestival, wat echter mislukte. Samen met Caroline de Windt en Jetty Weels maakte het trio nog enkele hitsingles, maar het succes van twintig jaar eerder werd niet geëvenaard. In januari 2010 zetten de drie dames definitief een punt achter de groep.

### BYentl
Samen met Mai Tai-manager en producent Jeff Borrenbergs ging Lammerts in 2008 aan het werk in de studio voor een soloproject. Onder de naam BYentl had ze in hetzelfde jaar een tweetal hits met No One But You (nr. 8 in de Single Top 100) en Thinking about you (nr. 12). Begin 2009 verscheen haar debuutalbum Memories, maar dat werd geen succes. Toch bereikten Nowhere To Run en Miracle de top 10 van de singleslijst. BYentl behaalde tussen 2008 en 2011 6 gouden platen, eenmaal platina en eenmaal dubbelplatina.
Hoewel het album flopte, kwamen de vier singles in de Single Top 100. In de Nederlandse Top 40 werd Lammerts niet opgepikt. Ook drong ze niet door tot de landelijke radiozenders. Toch bleken haar nummers over een lange adem te beschikken. Vooral haar debuutsingle No One But You hield het lang vol. In februari 2010 verbeterde ze het record van Kabouter Plop als langstgenoteerde plaat ooit in de Top 100 (67 weken). De single was toen al bekroond met een gouden, platina en dubbelplatina plaat voor de verkoop van meer dan 40.000 exemplaren. Het Guinness Book of Records nam de single in maart 2010 op met de omschrijving: "The longest stay on the Dutch Top 100 Charts lasted 66 weeks, and was achieved by BYentl, a.k.a. Marjorie Lammerts (Netherlands) with her single 'No One But You' which entered the charts on 22 November 2008 and was still in position as of 27 February 2010". In juni 2010 werd het record van de single verbeterd door The Black Eyed Peas met I gotta feeling.
Op 13 maart 2010 kwam haar tweede album PayDay in de Nederlandse Album Top 100 binnen op plaats 56.
Voor Nowhere To Run en 'Miracle' ontving Lammerts eveneens goud.
Eind 2010 verscheen de eerste single "Give it a Chance", geproduceerd door "Future Presidents". De samenwerking beviel zo goed, dat zij ook de productie op zich namen van haar derde album, Persistence, dat medio juni 2011 op de markt zou komen. Als voorloper verscheen in mei 2011 de single "Taking Back My Heart", waarvan 10.000 exemplaren werden verkocht, goed voor goud. De opvolger "Let me Rule the World" behaalde eveneens de gouden status. In november kwam de single "Maniac in Love" uit (een duet met Tarif Heljanan). Het nummer bereikte een hoge plaats in de Top 100 en Q-music top 30, en verwierf eveneens de gouden status. Medio december 2011 verscheen de kerstsingle "Jingle all the Way". De single behaalde de 6e positie in de Nederlandse Top 100 en werd veelvuldig gedraaid door Sky Radio en Q-music. In januari verscheen nog een nummer van het album Persistence op de markt met de titel "I Do". Hoewel het nummer niet hoger kwam dan de 20e positie in de top 100 en de 17e plek in de Q-music top 30, bleef het elf weken genoteerd.
In juni 2012 verscheen de single "Already Gone" als voorloper van het pas in 2013 te verschijnen album Something old something new something borrowed, dat buiten een plaat met nieuw werk een compilatiealbum zou worden met eerder verschenen werk. Het nummer werd in twee weken 1.250.000 maal bekeken op YouTube en behaalde een top 40-notering in de top 100 en de Q-music top 30. Tegelijkertijd bracht BYentl een promotiesingle voor Tom Sebastians "Best Dress" uit. Het leverde haar haar eerste top 10-positie in de Dance Charts op. Volgens vele insiders in de muziekindustrie berusten al haar hits op frauduleuze zaken, zoals het zelf massaal opkopen van singles en downloads. Ook haar inmiddels verwijderde social media accounts hadden vooral zogeheten bot-volgers (trollen) uit landen als India en Pakistan. 
In de zomer van 2015 besluit de zangeres afstand te doen van haar artiestennaam BYentl en verder op te treden als Miss Marjorie.

## Discografie

### Albums
| Album met eventuele hitnotering(en) in de Nederlandse Album Top 100 | Datum van verschijnen | Datum van binnenkomst | Hoogste positie | Aantal weken | Opmerkingen |
| ------------------------------------------------------------------- | --------------------- | --------------------- | --------------- | ------------ | ----------- |
| Memories                                                            | 14-01-2009            | -                     |                 |              |             |
| Payday                                                              | 14-01-2010            | 13-03-2010            | 33              | 5            |             |
| Persistence                                                         | 29-07-2011            | 06-08-2011            | 17              | 8            |             |
| X-Mas Miracles                                                      | 17-11-2012            | 15-12-2012            | 50              | 3            |             |

### Singles
| Single met eventuele hitnotering(en) in de Nederlandse Top 40 | Datum van verschijnen | Datum van binnenkomst | Hoogste positie | Aantal weken | Opmerkingen                                       |
| ------------------------------------------------------------- | --------------------- | --------------------- | --------------- | ------------ | ------------------------------------------------- |
| No one but you                                                | 24-10-2008            | -                     |                 |              | Nr. 8 in Single Top 100 / 2x Platina              |
| Thinking about you                                            | 24-12-2008            | -                     |                 |              | Nr. 12 in Single Top 100                          |
| Nowhere to run                                                | 27-05-2009            | -                     |                 |              | Nr. 7 in Single Top 100 / Goud                    |
| Miracle                                                       | 02-11-2009            | -                     |                 |              | Nr. 10 in Single Top 100 / Goud                   |
| Payday                                                        | 29-01-2010            | -                     |                 |              | Nr. 6 in de Single Top 100                        |
| Catch me                                                      | 15-03-2010            | -                     |                 |              | Nr. 23 in de Single Top 100                       |
| Give it a chance                                              | 24-09-2010            | -                     |                 |              | Nr. 18 in de Single Top 100                       |
| No X-mas without you                                          | 01-11-2010            | -                     |                 |              | met Daughter / Nr. 12 in de Single Top 100 (2010) |
| Taking back my heart                                          | 23-05-2011            | -                     |                 |              | Nr. 10 in de Single Top 100 / Goud                |
| Let me rule the world                                         | 17-06-2011            | -                     |                 |              | Nr. 10 in de Single Top 100 / Goud                |
| Maniac in love                                                | 30-09-2011            | -                     |                 |              | met Tarif / Nr. 7 in de Single Top 100 / Goud     |
| Jingle all the way                                            | 06-12-2011            | -                     |                 |              | Nr. 6 in de Single Top 100                        |
| No X-mas without you                                          | 01-11-2010            | -                     |                 |              | met Daughter / Nr. 29 in de Single Top 100 (2011) |
| I do                                                          | 02-01-2012            | -                     |                 |              | Nr. 18 in de Single Top 100                       |
| Already gone                                                  | 13-06-2012            | -                     |                 |              | Nr. 11 in de Single Top 100 / Goud                |
| Best dress                                                    | 13-06-2012            | -                     |                 |              | Nr. 32 in de Single Top 100                       |
| Lovers lane                                                   | 24-09-2012            | -                     |                 |              | Nr. 20 in de Single Top 100                       |
| X-Mas miracle                                                 | 17-11-2012            | -                     |                 |              | Nr. 8 in de Single Top 100                        |
| Home                                                          | 2013                  | -                     |                 |              | Nr. 9 in de Single Top 100                        |
| Unbreakable hearts                                            | 2013                  | -                     |                 |              | Nr. 6 in de Single Top 100                        |
| Inside your heart                                             | 2013                  | -                     |                 |              | Nr. 10 in de Single Top 100                       |
| Hoo Hoo Christmas                                             | 2013                  | -                     |                 |              | Nr. 9 in de Single Top 100                        |
| Inside out                                                    | 2013                  | -                     |                 |              | Nr. 31 in de Single Top 100                       |
| X-Mas ! I'm back                                              | 2014                  | -                     |                 |              | Nr. 81 in de Single Top 100                       |
| Maybe                                                         | 2015                  | -                     |                 |              | Nr. 95 in de Single Top 100                       |